# Drosophila guayllabambae
Drosophila guayllabambae är en tvåvingeart som beskrevs av José Albertino Rafael och Arcos 1988. Drosophila guayllabambae ingår i släktet Drosophila och familjen daggflugor.
Artens utbredningsområde är Ecuador.